# Vejle BK
Der Vejle Boldklub (deutsch Ballverein von Vejle) ist ein dänischer Fußballverein in der Stadt Vejle, Region Syddanmark.

## Geschichte
Der Verein wurde 1891 als Cricketclub gegründet. 1902 kam die Fußballsparte hinzu. Die ursprünglich blauen Trikots wurden 1911 durch rote ersetzt. Zu dieser Zeit gehörte der Klub zu den führenden Mannschaften in Jütland, wo mehrfach die regionale Meisterschaft gewonnen wurde.
Als nach dem Zweiten Weltkrieg mit der 1. Division eine landesweite Liga eingeführt wurde, gehörte Vejle BK nicht zu den Gründungsmitgliedern und wurde nur in die dritthöchste Spielklasse eingeordnet. Rund um den späteren Nationalspieler Bent Sørensen entwickelte sich jedoch eine „goldene Generation“ – dem Aufstieg in die Zweitklassigkeit 1952 folgte 1956 der Aufstieg in die dänische Beletage. Dort etablierte sich die Mannschaft von nun an. Kurze Zeit später gab es für sie auch die ersten Titelgewinne. In der Spielzeit 1958 gewann sie die Meisterschaft, gefolgt vom Triumph im Landespokal. Durch den Finalsieg gegen Kjøbenhavns Boldklub war der Klub erster Doublegewinner im dänischen Fußball. In der folgenden Spielzeit wurde im Pokalendspiel Aarhus GF geschlagen. Damit war der Klub nicht nur der erste Verein in der Geschichte des Wettbewerbs, der den Titel verteidigen konnte, sondern gleichauf mit Aarhus GF kurzzeitig Rekordpokalsieger (bereits in der Folgesaison holte Aarhus GF seinen dritten Titel und übernahm wieder die führende Position). Die Bedeutung des Klubs zeigte sich auch auf Spielerseite: Mit Henning Enoksen, Tommy Troelsen, Poul Mejer und Mannschaftskapitän Poul Jensen waren vier Spieler in den Gewinn der Silbermedaille der dänischen Nationalmannschaft bei den Olympischen Spielen 1960 involviert.
In der Spielzeit 1971 folgte der zweite Meisterschaftsgewinn. Aufgrund der Titelverteidigung und des gleichzeitigen Pokalsiegs im Jahre 1972 (2:0 gegen Fremad Amager), angetrieben vom späteren Weltstar Allan Simonsen, gelang das zweite Double der Vereinsgeschichte. Bis Mitte der 1980er Jahre gehörte der Klub weiterhin zu den dänischen Spitzenmannschaften; in den Spielzeiten 1978 und 1984 folgten mit dem zurückgekehrten Simonsen weitere Meistertitel und bis 1981 gelangen drei weitere Pokalsiege.
1991 stieg Vejle BK in die Zweitklassigkeit ab, erst mit der Rückkehr des 1984er-Meistertrainers Ole Fritsen 1994 kehrte der Erfolg zurück und im Sommer 1995 gelang der Wiederaufstieg in die nun als Superliga firmierende höchste Spielklasse. In der Spielzeit 1996/97 gelang die Vizemeisterschaft, Fritsen wurde Trainer des Jahres. Am Ende der Spielzeit 1999/2000 stand jedoch der erneute Abstieg und nach einer Zeit als „Fahrstuhlmannschaft“ rutschte der Klub in der zweiten Liga in den Abstiegskampf. Mitte der 2000er wurde der Klub von lokalen Investoren gestützt und mit dem 2008 eröffneten Vejle Stadium pünktlich zum Wiederaufstieg in die Superliga moderne Infrastruktur geschaffen.
In der Saison 2008/09 spielte Vejle BK in Dänemarks höchster Spielklasse, der SAS-Liga, stieg als Elfter aber gleich wieder in die Viasat Sport Division ab. In ihrer letzten Saison (2010/11) wurde der Aufstieg als Dritter verpasst. Zum 1. Juli 2011 wurde der Verein mit dem Kolding FC fusioniert. Damit hörte die erste Mannschaft nach 120 Jahren auf zu existieren. Der neue Verein erhielt den Namen Vejle Boldklub Kolding (Vejle-Kolding). Ende 2012 beendete Kolding IF die Zusammenarbeit, sodass Vejle fortan wieder mit einer eigenen ersten Mannschaft antrat.
2016 übernahm der Moldawier Andrew Zolotko die Anteilsmehrheit an Vejle BK und verpflichtete mit dem Schweden Andreas Alm, der in seinem Heimatland mit AIK Solna mehrfach Vizemeister geworden war, einen neuen Trainer und diverse neue Spieler aus Europa und Südamerika. Zunächst blieb jedoch der Erfolg aus, sodass Alm nach einem Platz im hinteren Mittelfeld durch den Italiener Adolfo Sormani ersetzt wurde. Unter dessen Leitung kehrte die Mannschaft 2018 in die Superliga zurück, als abgeschlagener Tabellenletzter der Spielzeit 2018/19 stieg der Klub jedoch direkt wieder ab. In der Zweitliga-Saison 2019/20 gelang jedoch mit neun Punkten Vorsprung auf Viborg FF der direkte Wiederaufstieg.

## Sportliche Erfolge

### Meisterschaft
Der Vejle BK gewann 1958, 1971, 1972, 1978 und 1984 die dänische Meisterschaft. In den Jahren 1965, 1974 und 1997 wurde der Verein Vizemeister.

### Pokal
Der dänische Pokal konnte sechs Mal gewonnen werden. Darüber hinaus stand Vejle BK 1968 im Pokalfinale.
- 1958: Vejle BK – Kjøbenhavns Boldklub 3:2
- 1959: Vejle BK – Aarhus GF 1:1, 2:1
- 1968: Randers Freja – Vejle BK 3:1
- 1972: Vejle BK – Fremad Amager 2:0
- 1975: Vejle BK – Holbæk B&I 1:0
- 1977: Vejle BK – B 1909 Odense 2:1
- 1981: Vejle BK – BK Frem København 2:1

### Europapokalbilanz
Vejle BK nahm mehrfach an den europäischen Pokalwettbewerben teil. Den größten internationalen Erfolg erreichte Vejle in der Saison 1977/78 im Europapokal der Pokalsieger, als sich die Mannschaft u. a. gegen PAOK Saloniki durchsetzte und erst im Viertelfinale am niederländischen Vertreter FC Twente Enschede mit 0:3 und 0:4 scheiterte.
| Saison  | Wettbewerb                    | Runde                  | Gegner                | Gesamt | Hin     | Rück    |
| ------- | ----------------------------- | ---------------------- | --------------------- | ------ | ------- | ------- |
| 1972/73 | Europapokal der Landesmeister | 1. Runde               | RSC Anderlecht        | 2:7    | 2:4 (A) | 0:3 (H) |
| 1973/74 | Europapokal der Landesmeister | 1. Runde               | FC Nantes             | 3:2    | 2:2 (H) | 1:0 (A) |
| 1973/74 | Europapokal der Landesmeister | 2. Runde               | Glasgow Rangers       | 0:1    | 0:0 (A) | 0:1 (H) |
| 1975/76 | Europapokal der Pokalsieger   | 1. Runde               | FC Den Haag-ADO       | 0:4    | 0:2 (H) | 0:2 (A) |
| 1977/78 | Europapokal der Pokalsieger   | 1. Runde               | FC Progrès Niederkorn | 10:00  | 1:0 (A) | 9:0 (H) |
| 1977/78 | Europapokal der Pokalsieger   | 2. Runde               | PAOK Thessaloniki     | 4:2    | 3:0 (H) | 1:2 (A) |
| 1977/78 | Europapokal der Pokalsieger   | 3. Runde               | FC Twente Enschede    | 0:7    | 0:3 (H) | 0:4 (A) |
| 1979/80 | Europapokal der Landesmeister | 1. Runde               | FK Austria Wien       | 4:3    | 3:2 (H) | 1:1 (A) |
| 1979/80 | Europapokal der Landesmeister | 2. Runde               | Hajduk Split          | 2:4    | 0:3 (H) | 2:1 (A) |
| 1981/82 | Europapokal der Pokalsieger   | 1. Runde               | FC Porto              | 2:4    | 2:1 (H) | 0:3 (A) |
| 1985/86 | Europapokal der Landesmeister | 1. Runde               | Steaua Bukarest       | 2:5    | 1:1 (H) | 1:4 (A) |
| 1990/91 | UEFA-Pokal                    | 1. Runde               | FC Admira/Wacker      | 0:4    | 0:1 (H) | 0:3 (A) |
| 1997/98 | UEFA-Pokal                    | 2. Qualifikationsrunde | Hapoel Petach Tikwa   | 0:1    | 0:0 (H) | 0:1 (A) |
| 1998/99 | UEFA-Pokal                    | 2. Qualifikationsrunde | Oțelul Galați         | 6:0    | 3:0 (H) | 3:0 (A) |
| 1998/99 | UEFA-Pokal                    | 1. Runde               | Betis Sevilla         | 1:5    | 1:0 (H) | 0:5 (A) |

Gesamtbilanz: 30 Spiele, 10 Siege, 5 Unentschieden, 15 Niederlagen, 36:49 Tore (Tordifferenz −13)

## Kader der Saison 2025/26
Stand: 4. August 2025
| Nr. |                    | Position | Name                  |
| --- | ------------------ | -------- | --------------------- |
| 1   | Slowenien          | TW       | Igor Vekić            |
| 2   | Danemark           | AB       | Thomas Gundelund      |
| 3   | Danemark           | AB       | Christian Sørensen    |
| 5   | Danemark           | AB       | Lasse Nielsen         |
| 6   | Danemark           | MF       | Mike Vestergård       |
| 7   | Danemark           | ST       | Christian Gammelgaard |
| 8   | Danemark           | MF       | Tobias Lauritsen      |
| 9   | Niederlande        | ST       | Jelle Duin            |
| 10  | Danemark           | ST       | Mikkel Duelund        |
| 11  | Vereinigte Staaten | ST       | Jonathan Amon         |
| 13  | Bulgarien          | AB       | Stefan Welkow         |
| 14  | Niederlande        | AB       | Damian van Bruggen    |
| 17  | Danemark           | ST       | Andrew Hjulsager      |
| 18  | Danemark           | ST       | Anders Jacobsen       |

| Nr. |          | Position | Name              |
| --- | -------- | -------- | ----------------- |
| 19  | Danemark | ST       | Wahid Faghir      |
| 20  | Guinea-a | ST       | Abdoulaye Camara  |
| 22  | Danemark | AB       | Anders Sønderskov |
| 23  | Danemark | ST       | Lasse Flø         |
| 24  | Danemark | TW       | Tobias Jakobsen   |
| 25  | Kroatien | AB       | Luka Hujber       |
| 26  | Danemark | MF       | Sander Ravn       |
| 27  | Danemark | MF       | Clemens Astrup    |
| 28  | Danemark | MF       | Tobias Lykkebak   |
| 32  | Ghana    | ST       | Bismark Edjeodji  |
| 33  | Danemark | TW       | Gustav Knudsen    |
| 34  | Albanien | MF       | Lundrim Hetemi    |
| 59  | Danemark | AB       | Marius Elvius     |
| 71  | Japan    | MF       | Masaki Murata     |

## Trainer
- Andreas Alm (2016–2017)
- Adolfo Sormani (2017–2019)
- Constantin Gâlcă (2019–2021)
- Carit Falch (2021)
- Peter Sørensen (2021–2022)
- Ivan Prelec (2022–2024)
- Mihai Teja (2022–2025)

## Spieler
- Henning Enoksen (Silbermedaille bei den Olympischen Spielen 1960)
- Allan Simonsen (ehem. Borussia Mönchengladbach, FC Barcelona) etc.; Europas Fußballer des Jahres 1977)
- Preben Elkjær Larsen (ehem. 1. FC Köln, Hellas Verona etc.)
- John Sivebæk (Europameister 1992 (ehem. Manchester United, AS Saint-Étienne, AS Monaco etc.)
- Thomas Gravesen (ehem. Hamburger SV, FC Everton, Real Madrid, Celtic Glasgow etc.)
- Johnny Hansen (* 1943) (ehem. 1. FC Nürnberg, FC Bayern München etc.)
- Ulrik Le Fevre (ehem. Borussia Mönchengladbach etc.)
- Sladan Peric (ehem. FC Schalke 04 etc.)
- Brian Nielsen
- Issey Nakajima-Farran
- Wahid Faghir
- Iver Schriver
- Johnny Hansen